# Peterhouse
Peterhouse är ett college som ligger i Cambridge i Cambridgeshire i England. Det är det äldsta colleget inom universitetet i Cambridge och grundades 1284 av Hugh de Balsham, biskop av Ely. Namnet på skolan är taget från Jesu apostel Petrus. Skolans anor sträcker sig ända till den 24 december 1280, när Balsham fick tillåtelse att undervisa ett antal elever i Cambridge.

## Kända alumner
- John Kendrew, biokemist.
- Aaron Klug, molekylärbiolog.
- Archer Martin, kemist.
- Max Perutz, kemist.
- Augustus FitzRoy, 3:e hertig av Grafton, politiker.
- Michael Howard, politiker.
- Nick Stern, ekonom.
- John Whitgift, ärkebiskop.
- Thomas Gray, poet.
- Colin Greenwood, musiker.
- David Mitchell, skådespelare.
- Herbert Butterfield, historiker.
- Thomas Campion, skald.
- James Mason, skådespelare.
- Sam Mendes, filmregissör.
- Hugh Trevor-Roper, historiker.
- Adolphus William Ward, historiker.
- Eudora Welty, författare.
- Charles Babbage, matematiker.
- Henry Cavendish, kemist.
- James Dewar, kemist.
- William Thomson Kelvin, matematiker.
- James Clerk Maxwell, matematiker.
- Frank Whittle, flygofficer.